# Ahar
Ahar (persiska: اهر) är en kommunhuvudort i Iran.   Den ligger i provinsen Östazarbaijan, i den nordvästra delen av landet, 500 km nordväst om huvudstaden Teheran. Ahar ligger 1 336 meter över havet och antalet invånare är 94 348.
Terrängen runt Ahar är kuperad österut, men västerut är den platt. Ahar ligger nere i en dal.Runt Ahar är det ganska glesbefolkat, med 27 invånare per kvadratkilometer. Ahar är det största samhället i trakten. Trakten runt Ahar består i huvudsak av gräsmarker.